# Diploon
Diploon é um género botânico pertencente à família Sapotaceae.